# 1959-es finn labdarúgó-bajnokság (első osztály)
Az 1959-es finn labdarúgó-bajnokság (Mestaruussarja) a finn labdarúgó-bajnokság legmagasabb osztályának huszonkilencedik alkalommal megrendezett bajnoki éve volt. A pontvadászat 10 csapat részvételével zajlott. A bajnokságot a HIFK Helsinki csapata nyerte.  

## Bajnokság végeredménye
| #  | Csapat            | M  | Gy | D | V  | RG | KG | Pont |
| -- | ----------------- | -- | -- | - | -- | -- | -- | ---- |
| 1  | HIFK Helsinki (B) | 18 | 11 | 5 | 2  | 43 | 26 | 27   |
| 2  | RU-38 Pori        | 18 | 10 | 5 | 3  | 40 | 28 | 25   |
| 3  | Haka Valkeakoski  | 18 | 8  | 5 | 5  | 35 | 25 | 21   |
| 4  | KuPS Kuopio       | 18 | 9  | 3 | 6  | 37 | 30 | 21   |
| 5  | HPS Helsinki      | 18 | 7  | 3 | 8  | 38 | 32 | 17   |
| 6  | TPS Turku         | 18 | 6  | 4 | 8  | 50 | 51 | 16   |
| 7  | VIFK Vaasa        | 18 | 5  | 5 | 8  | 29 | 35 | 15   |
| 8  | HJK Helsinki      | 18 | 4  | 5 | 9  | 28 | 39 | 13   |
| 9  | PPojat Helsinki   | 18 | 4  | 5 | 9  | 26 | 39 | 13   |
| 10 | GBK Kokkola (K)   | 18 | 4  | 4 | 10 | 29 | 50 | 12   |

## Külső hivatkozások
- Hivatalos honlap (finnül)
- Finnország – Az első osztály tabelláinak listája az RSSSF-en (angolul)